# Joely Richardson
Joely Kim Richardson (Londra, 9 gennaio 1965) è un'attrice britannica.

## Biografia
Nasce a Londra, figlia dell'attrice Vanessa Redgrave e del regista Tony Richardson, i suoi genitori divorziarono quando aveva 2 anni. È nipote di Sir Michael Redgrave e Rachel Kempson, nonché sorella minore dell'attrice Natasha Richardson e cognata dell'attore Liam Neeson; è inoltre nipote degli attori Lynn e Corin Redgrave e cugina di Jemma Redgrave.

## Carriera
Richardson ha avuto un ruolo come comparsa, all'età di tre anni, nel film I seicento di Balaklava (1968), diretto dal padre. Dopo un'apparizione nel film Giochi nell'acqua (1988) di Peter Greenaway, il suo primo ruolo importante per il grande pubblico fu quello di Joanna Farley in un episodio del 1989 della serie televisiva Poirot, ispirata ai romanzi gialli di Agatha Christie. Ha poi recitato nel ruolo di una finta principessa finlandese, Anna, nella commedia Sua maestà viene da Las Vegas (1991). Due anni dopo ha interpretato Lady Chatterley in un omonimo dramma televisivo.
Nel 1996 ha interpretato il ruolo di Anita nel film Disney La carica dei 101 - Questa volta la magia è vera. Nel 1998, nel dramma televisivo The Echo, ha avuto il ruolo di Amanda Powell. L'anno seguente, ha recitato nel film Punto di non ritorno (1999), interpretando il tenente Starck, capo progetto esecutivo della nave di ricerca e salvataggio Lewis and Clark, mandata a salvare l'equipaggio della nave Event Horizon. Ha poi recitato con Mel Gibson nel film Il patriota (2000), vagamente ispirato alla Rivoluzione americana.
Nello stesso anno, il regista Charles Shyer notò la sua somiglianza con Maria Antonietta, e per questo motivo le assegnò tale ruolo nel film  L'intrigo della collana (2001). Nel 2000, ha avuto il ruolo principale nella trasposizione cinematografica del libro di Ben Elton Inconceivable (cinematograficamente rinominato Maybe Baby). Nel 2003 ha ottenuto il ruolo di Julia McNamara nel controverso telefilm Nip/Tuck, basato sulle vite di due chirurghi plastici di Miami.
Sua madre Vanessa Redgrave è apparsa in diversi episodi interpretando proprio la madre del personaggio di Julia McNamara. Nel novembre 2006 è stato annunciato che avrebbe abbandonato il cast di Nip/Tuck per dedicarsi alle cure della propria figlia, malata. Lo sceneggiatore del serial, Ryan Murphy, ha comunque scritto diversi finali di stagione alternativi, nel caso di un ritorno della Richardson. A luglio del 2009 viene annunciato che rivestirà i panni di Caterina Parr, ultima moglie di Enrico VIII, nella quarta e ultima stagione della serie televisiva drammatico-storica I Tudors.
Nel 2011 ha recitato nella pellicola Anonymus del tedesco Roland Emmerich, interpretando Elisabetta I degli anni Cinquanta e Sessanta, al fianco di Jamie Campbell Bower nel ruolo di Edward de Vere. I loro personaggi, rappresentati 40 anni più tardi, sono stati interpretati da Rhys Ifans e dalla madre della Richardson, Vanessa Redgrave. Nello stesso anno, ha preso parte al cast del film di David Fincher, al fianco di Rooney Mara e Daniel Craig, impersonando Anita Vanger/Harriet Vanger in Millennium - Uomini che odiano le donne.

## Vita privata
Dal 1992 al 2001 è stata sposata con il produttore Tim Bevan. La coppia ha avuto una figlia, Daisy, nata nel 1992.

## Filmografia

### Cinema
- I seicento di Balaklava (The Charge of the Light Brigade), regia di Tony Richardson (1968)
- Hotel New Hampshire (The Hotel New Hampshire), regia diTony Richardson (1984)
- Il mistero di Wetherby (Wetherby), regia di David Hare (1985)
- Giochi nell'acqua (Drowning by Numbers), regia di Peter Greenaway (1988)
- A proposito di quella strana ragazza, regia di Marco Leto (1989)
- Sua maestà viene da Las Vegas (King Ralph), regia di David S. Ward (1991)
- Vite sospese (Shining Through), regia di David Seltzer (1992)
- Lady Chatterley (film 1993), regia di Ken Russell (1993)
- Sister My Sister, regia di Nancy Meckler (1994)
- Una figlia in carriera (I'll Do Anything), regia di James L. Brooks (1994)
- Loch Ness, regia di John Henderson (1996)
- Una casa per Oliver (Hollow Reed), regia di Angela Pope (1996)
- La carica dei 101 - Questa volta la magia è vera (101 Dalmatians), regia di Stephen Herek (1996)
- Punto di non ritorno (Event Horizon), regia di Paul W. S. Anderson (1997)
- Under Heaven, regia di Meg Richman (1998)
- Return to Me, regia di Bonnie Hunt (2000)
- Maybe Baby, regia di Ben Elton (2000)
- Il patriota (The Patriot), regia di Roland Emmerich (2000)
- L'intrigo della collana (The Affair of the Necklace), regia di Charles Shyer (2001) Maria Antonietta
- Mimzy - Il segreto dell'universo (The Last Mimzy), regia di Robert Shaye (2007)
- Il miracolo di Natale di Jonathan Toomey (The Christmas Miracle of Jonathan Toomey), regia di Bill Clark (2007)
- Anonymous, regia di Roland Emmerich (2011)
- Millennium - Uomini che odiano le donne (The Girl with the Dragon Tattoo), regia di David Fincher (2011)
- Red Lights, regia di Rodrigo Cortés (2012)
- Tentazioni (ir)resistibili (Thanks for Sharing), regia di Stuart Blumberg (2012)
- Il violinista del diavolo (The Devil's Violinist), regia di Bernard Rose (2013)
- Vampire Academy, regia di Mark Waters (2014)
- Un amore senza fine (Endless Love), regia di Shana Feste (2014)
- Contagious - Epidemia mortale (Maggie), regia di Henry Hobson (2015)
- Snowden, regia di Oliver Stone (2016)
- Fallen, regia di Scott Hicks (2016)
- The Hatton Garden Job, regia di Ronnie Thompson (2017)
- Amiche all'improvviso (The Time of Their Lives), regia di Roger Goldby (2017)
- Red Sparrow, regia di Francis Lawrence (2018)
- In Darkness - Nell'oscurità (In Darkness), regia di Anthony Byrne (2018)
- The Aspern Papers, regia di Julien Landais (2018)
- Il colore venuto dallo spazio (Color Out of Space), regia di Richard Stanley (2019)
- The Turning - La casa del male (The Turning), regia di Floria Sigismondi (2020)
- L'amante di Lady Chatterley (Lady Chatterley's Lover), regia di Laure de Clermont-Tonnerre (2022)

### Televisione
- Poirot (Agatha Christie's Poirot) – serie TV, episodio 1x10 (1989)
- Lady Chatterley, regia di Ken Russell – miniserie TV (1993)
- The Tribe, regia di Stephen Poliakoff – film TV (1998)
- Nip/Tuck – serie TV, 100 episodi (2003-2010)
- Fatal Contact - Il contagio dal cielo (Fatal Contact: Bird Flu in America), regia di Richard Pearce – film TV (2006)
- The Day of the Triffids, regia di Nick Copus – miniserie TV (2009)
- I Tudors (The Tudors) – serie TV, 5 episodi (2010)
- Titanic - Nascita di una leggenda (Titanic: Blood and Steel), regia di Ciaran Donnelly – miniserie TV, puntata 1 (2010)
- Emerald City – serie TV, 7 episodi (2017)
- The Blacklist – serie TV, episodi 7x12-9x13 (2020-2022)
- The Sandman – serie TV, episodi 1x02-1x03-1x05 (2022)
- One Day – miniserie TV, puntata 9 (2024)
- Nell - Rinnegata (Renegade Nell), regia di Ben Taylor, Amanda Brotchie, MJ Delaney – miniserie TV (2024)
- The Gentlemen – serie TV, 8 episodi (2024)

## Doppiatrici italiane
Nelle versioni in italiano delle opere in cui ha recitato, Joely Richardson è stata doppiata da:
- Alessandra Korompay in Tentazioni (ir)resistibili, Contagious - Epidemia mortale, Fallen, The Sandman, Il colore venuto dallo spazio, The Gentlemen
- Roberta Greganti in Millennium - Uomini che odiano le donne, Un amore senza fine, Snowden, Nell - Rinnegata
- Emanuela Rossi in L'intrigo della collana, Mitzy - Il segreto dell'universo
- Isabella Pasanisi in Una figlia in carriera, Punto di non ritorno
- Tiziana Avarista ne I Tudors, Anonymous
- Roberta Pellini in Poirot, Red Lights
- Antonella Giannini ne Il violinista del diavolo, Red Sparrow
- Barbara Castracane in Sua Maestà viene da Las Vegas
- Rossella Izzo in Loch Ness
- Chiara Colizzi ne La carica dei 101 - Questa volta la magia è vera
- Micaela Esdra in Return to Me
- Giovanna Martinuzzi ne Il patriota
- Francesca Fiorentini in Maybe Baby
- Elisabetta Spinelli in Lady Chatterley
- Sonia Mazza in Nip/Tuck
- Eleonora De Angelis in Fatal Contact - Il contagio viene dal cielo
- Cristina Boraschi in Titanic - Nascita di una leggenda
- Fabrizia Castagnoli ne L'amante di Lady Chatterley
- Barbara De Bortoli in One Day